# بناء الموطن

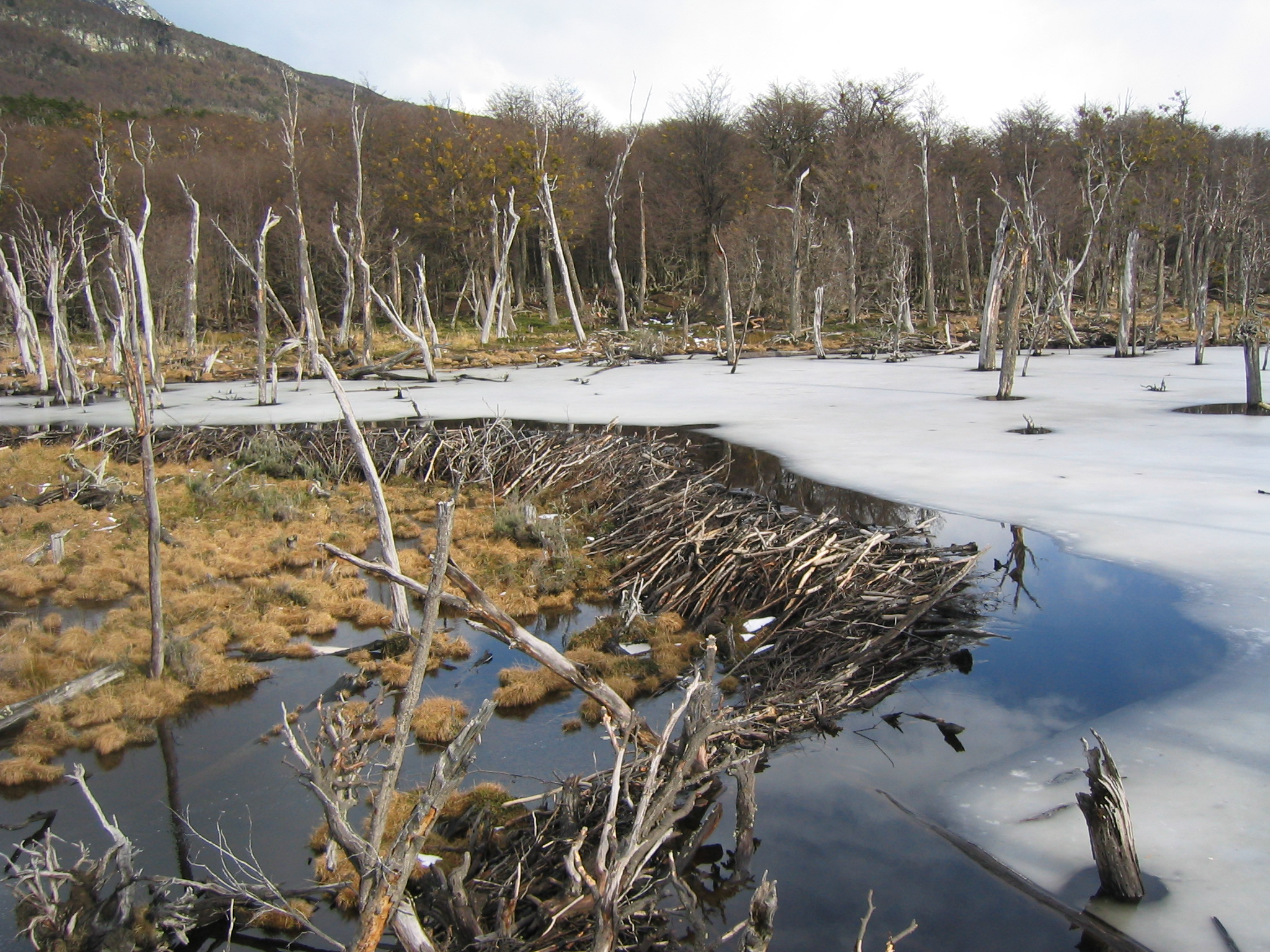
يشغل القنادس موقعاً بيئياً محدداً جداً في النظام البيئي، ويبنون السدود في الأنهار.

بناء الموطن أو بناء الموقع البيئي (بالإنجليزية: Niche construction)‏ هو العملية التي يحدث فيها الكائن الحي تغيرات في بيئته (أو بيئة نوع آخر)، وعادةً يكون ذلك بشكل يزيد من فرص بقائه ويساعده على النجاة. وقد ادعى العديد من علماء الأحياء أنَّ بناء الموقع البيئي هو عامل مهم في التطور بنفس درجة الاصطفاء الطبيعي. فبينما البيئة تسبب تغيرات بالأنواع بواسطة الاصطفاء، تقوم الأنواع أيضاً بإحداث تغيرات في البيئة بواسطة بناء الموقع البيئي. ينتج عن هذا الأمر علاقة تغذية راجعة بين الاصطفاء الطبيعي وبناء الموقع البيئي، بحيث تؤثر الكائنات الحية على بيئتها. ومن ثم يؤدي هذا التغير إلى تغيير في السمات المرغوبة والتي يحابيها الإصطفاء الطبيعي.